# مكتبة بلدية خان يونس العامة
أُسست مكتبةُ بلدية خان يونس العامة في عام 2004 بدعم من برنامج الأمم المتحدة الإنمائي وتحتوي على 11 000 كتاب تقريباً باللغة العربية و2 600 كتاب باللغة الإنكليزية وما يقارب 4 000 دورية. وهي الثالثة بعد أكبر مكتبة في قطاع غزة من حيث عدد الكتب. كان مديرها أيمن القدرة.
مؤسسة عبد المحسن القطان تدعم المكتبة بأربع مئة كتاب ودورية.

## تدميرها
دمرها الاحتلال في اجتياحه لقطاع غزة 2024.